# Certhia nipalensis
Certhia nipalensis е вид птица от семейство Certhiidae.

## Разпространение
Видът е разпространен в Бутан, Китай, Индия, Мианмар и Непал.